# Justin McKoy
Justin McKoy (Raleigh, Carolina del Norte; 7 de diciembre de 1999) es un baloncestista estadounidense que pertenece a la plantilla del Morabanc Andorra de la Liga Endesa. Con 2,03 metros de estatura, juega en la posición de ala-pívot.

## Trayectoria deportiva

### Universidad
Jugó dos temporadas con los Cavaliers de la Universidad de Virginia, en las que promedió 2,5 puntos y 2,3 rebotes  por partido. al término de su segunda temporada fue transferido a los Tar Heels de la Universidad de Carolina del Norte en Chapel Hill, donde jugó dos temporadas más, aunque apenas tuvo oportunidades, disputando tan solo poco más de seis minutos por partido, para promediar 1,2 puntos y 1,3 rebotes.
Tras finalizar la temporada 2022-23, entró de nuevo al portal de transferencias de la NCAA, para acabar en las filas de los Rainbow Warriors de la Universidad de Hawaii. Allí disputó una quinta temporada, pudiendo por fin contar con minutos de juego. Acabó promediando 12,4 puntos, 6,1 rebotes y 1,6 asistencias por partido, siendo incluido en el segundo mejor quinteto de la Big West Conference.

### Profesional
Tras no ser elegido en el Draft de la NBA de 2024, el 8 de septiembre firmó su primer contrato profesional, con el equipo letón del Rīgas Zeļļi, de la Latvian-Estonian Basketball League. Tras promediar 17,1 puntos, 7,3 rebotes y 2,5 asistencias en 19 partidos, el 7 de enero de 2025, tras dejar el equipo, fichó por el Hapoel Be'er Sheva B.C. de la Ligat ha'Al israelí.
El 24 de julio de 2025, fichó por una temporada con el Morabanc Andorra de la liga ACB española.